# 君と僕の第三次世界大戦的恋愛革命
『君と僕の第三次世界大戦的恋愛革命』（きみとぼくのだいさんじせかいたいせんてきれんあいかくめい、英: You & I's WW III Love Revolution）は、銀杏BOYZの『DOOR』と同時発売のアルバム。初恋妄℃学園から2005年1月15日に発売。

## 曲目
1. 日本人
2. SKOOL KILL
  - 曲の最初に叫んでいる言葉は「クラッシュキルデストロイ ときめきたいったらありゃしねぇ」。タイトルは神戸連続児童殺傷事件の被告（通称・酒鬼薔薇聖斗）の声明文の一節からで、ライブでは峯田がこの曲の演奏前に「この会場に来ているかもしれない酒鬼薔薇君に捧げます」と発言した事もある[2]。
3. あの娘に1ミリでもちょっかいかけたら殺す
4. 童貞フォーク少年、高円寺にて爆死寸前
5. トラッシュ
6. なんて悪意に満ちた平和なんだろう
7. もしも君が泣くならば ※
8. 駆け抜けて性春 ※
  - YUKIがヴォーカルで参加している。
9. BABY BABY ※
10. 漂流教室
  - 東京メトロ副都心線CMソング。なお、アルバム発売後のタイアップである。
11. You & I VS.The World ※
12. 若者たち ※
13. 青春時代 ※
14. 東京
  - 1番の「出会えた喜びはいつも一瞬なのに どうして別れの悲しみは永遠なの」という歌詞は土田世紀の漫画『同じ月を見ている』の登場人物の一人・金子優作の台詞が元になっている。この曲の最後にはボーナストラックとして村井と安孫子が歌った「BABY BABY」がある。

ジャケットデザインは江口寿史。
GOING STEADY時代の楽曲も収録。YUKI、YO-KING、沖祐市（東京スカパラダイスオーケストラ）など様々なアーティストがゲストとして参加している。
※印は、GOING STEADY時代の楽曲（歌詞や曲調が改編されているものもある）